# Кара-Дебе (Ошская область)
Кара-Дебе (кирг. Кара-Дөбө) — село в Кара-Сууском районе Ошской области Кыргызстана. Входит в состав Отуз-Адырского айылного аймака.

## География
Село расположено в северо-западной части области, на расстоянии приблизительно 12 километров (по прямой) к юго-востоку от города Кара-Суу, административного центра района. Абсолютная высота — 1026 метров над уровнем моря.

## Население
Согласно оценочным данным Национального статистического комитета Кыргызской Республики, численность населения села на начало 2023 года составляла 2417 человек.
| год     | 2009 | 2014 | 2015 | 2020 | 2021 | 2023 |
| ------- | ---- | ---- | ---- | ---- | ---- | ---- |
| человек | 2043 | 2142 | 2183 | 2339 | 2360 | 2417 |